# Grewia tenax
Grewia tenax är en malvaväxtart. Grewia tenax ingår i släktet Grewia och familjen malvaväxter.

## Underarter
Arten delas in i följande underarter:
- G. t. makranica
- G. t. tenax

## Bildgalleri

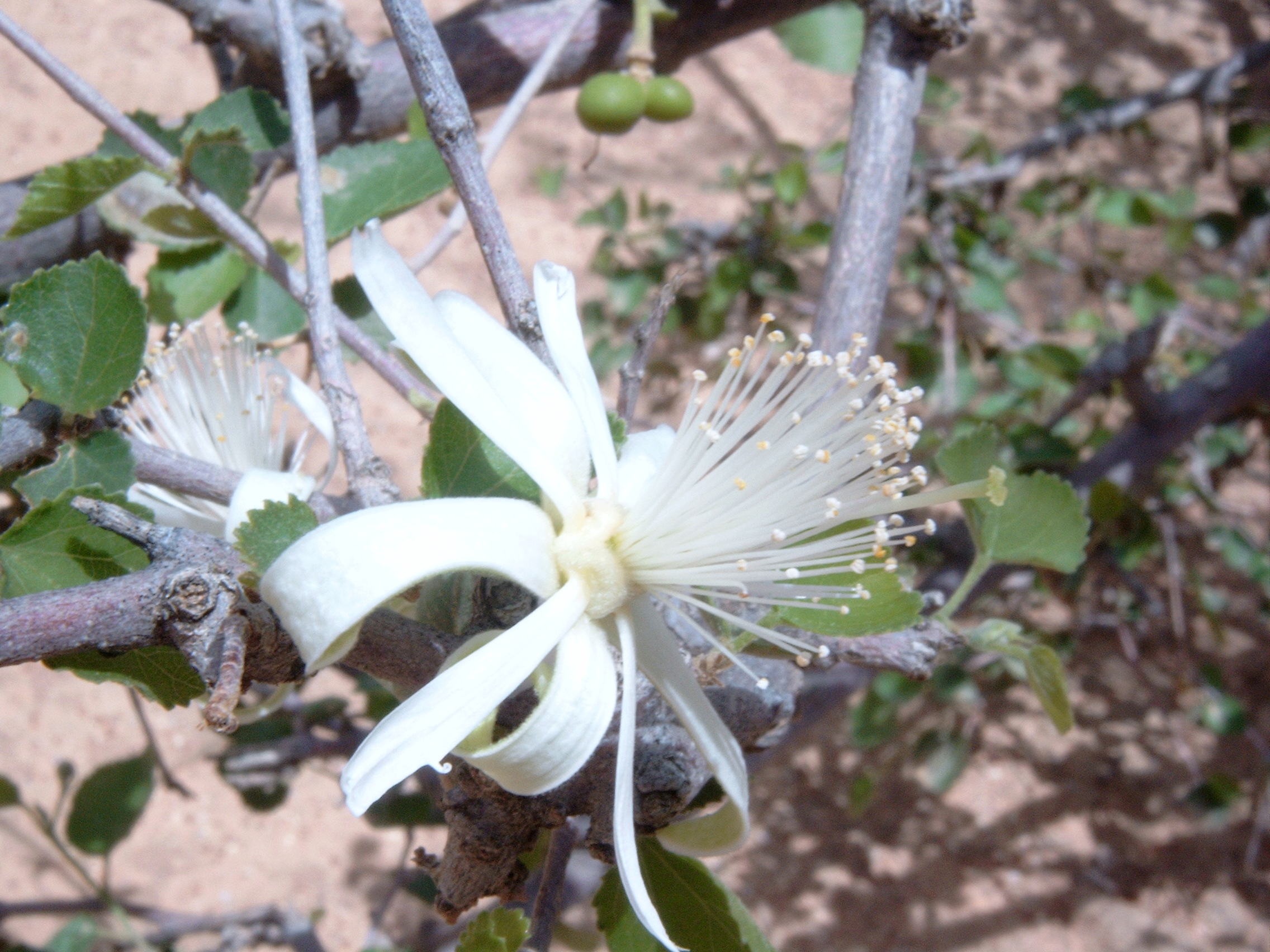